# György Mandics
György Mandics (ur. 4 stycznia 1943 w Timișoarze) – węgierski nauczyciel, poeta, pisarz, dziennikarz i publicysta.

## Twórczość
- Gyönyörű gyökerek (Piękne korzenie) (wiersze, 1968)
- A megtalált anyaföld. Versek 1967-1976 (Znaleziono Matkę Ziemię. Wiersze 1967-1976) (wiersze, 1976)
- Harmad-játék. Ion Barbu Másodjáték című kötete szemantikai univerzumának elemzése (W trzecim meczu. Ion Barbu sekund gra wszechświata, Tom analiza semantyczna) (1977)
- Zöld emberkék, tollas kígyók, tüzes szekerek? (Zielone ludziki, pierzaste węże, ogniste rydwany?) (Salla Ervinnel, 1977)
- Bolyai János jegyzeteiből (wiersze, M. Veress Zsuzsannával, 1979)
- A rejtélyes írások könyve. Az írás kialakulásának rejtélye (Tajemnicza księga Pisma Świętego. Tajemnica rozwoju pisania) (1981)
- Modell és valóság (Model i rzeczywistość) (Egyed Péterrel, Neumann Máriával és Salló Ervinnel, studium, 1982)
- Vasvilágok (Żelazko Światy) (opowiadanie science fiction M. Veress Zsuzsannával, 1986)
- Rejtélyes írások  (Tajemnicze pisma) (jel- és írástörténet, 1987)
- Gubólakók (Susanna M. Veres, science fiction, opowiadania, 1988)
- Temesvári Golgota (Golgota Timisoary|) (powieść trylogia, 1991)
- Az UFO-k formavilága (UFO w projekcie) (1992)
- Temeswar - Symbol der Freiheit (Hans Vastagal, Ullstein Langen Müller Verlagsgruppe, Amalthea 1992)
- Ufótörténelem (pod pseudonimem George M. Dick, 1993)
- A dromosz (M. Veress Zsuzsannával, sci-fi, 1993)
- Enciclopedia fiintelor extraterestre (1996)